# Sally Swing
Sally Swing es un corto de animación estadounidense de 1938, de la serie  de Betty Boop. Fue producido por los estudios Fleischer y distribuido por Paramount Pictures.

## Argumento
Betty Boop está haciendo una audición para elegir al líder de la banda de swing que actuará en el baile de esa misma noche. Ninguno de los que se presentan es del agrado de Betty. Sin embargo, oirá a la mujer de la limpieza mientras canta y la elegirá a ella.
La historia se hace eco de una película de la Paramount Pictures estrenada el 29 de abril de 1938 titulada College Swing dirigida por Raoul Walsh. En ella aparece Betty Grable, a quien se parece mucho Sally Swing.

## Producción
Sally Swing es la octogésima primera entrega de la serie  de Betty Boop y fue estrenada el 14 de octubre de 1938.